# Hiếu Trung
Hiếu Trung là một xã cũ thuộc huyện Tiểu Cần, tỉnh Trà Vinh, Việt Nam.

## Địa lý
Xã Hiếu Trung nằm ở phía bắc huyện Tiểu Cần,có vị trí địa lý:
- Phía đông giáp xã Hiếu Tử
- Phía tây giáp huyện Cầu Kè và huyện Càng Long
- Phía nam giáp xã Phú Cần
- Phía bắc giáp huyện Càng Long.

Xã Hiếu Trung có diện tích 22,05 km², dân số năm 2022 là 10.729 người, mật độ dân số đạt 486 người/km².

## Hành chính
Xã Hiếu Trung được chia thành 6 ấp: Cây Gòn, Phú Thọ 1, Phú Thọ 2, Tân Trung Giồng A, Tân Trung Giồng B, Tân Trung Kinh.

## Lịch sử
Ngày 3 tháng 10 năm 1996, Chính phủ ban hành Nghị định số 57-CP về việc thành lập xã Hiếu Trung trên cơ sở điều chỉnh một phần diện tích và dân số của xã Hiếu Tử.